# Zarafasaura
Zarafasaura là một chi đã tuyệt chủng của elasmosaurid được tìm thấy ở Oulad Abdoun Basin, Maroc.

## Description

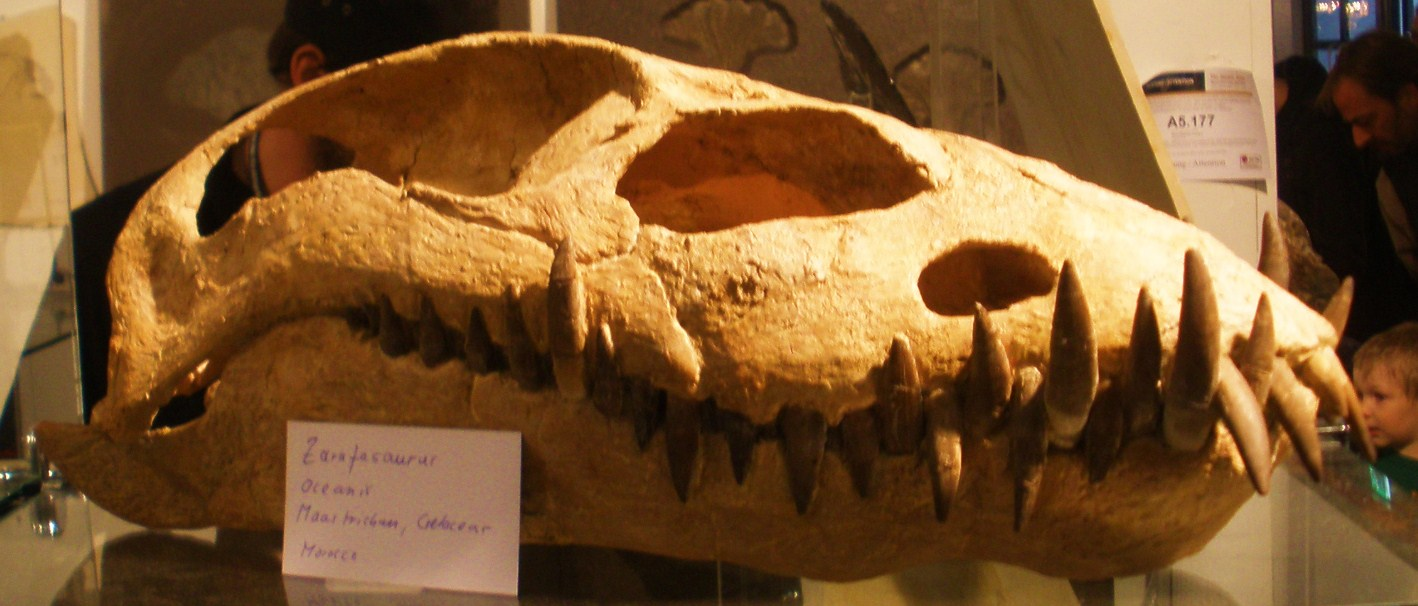
Skull

Zarafasaura được biết đến từ mẫu holotype OCP-DEK/GE 315, một mẫu không hoàn chỉnh của hộp sọ và hàm dưới, và từ mẫu paratype OCP-DEK/GE 456, một hàm dưới hoàn chỉnh. mẫu holotype được thu thập ở vùng Sidi Daoui, phía trên bậc CIII của thế Creta muộn (tầng Maastricht muộn) ở một mỏ Phosphat của Maroc.

## Đặt tên
Zarafasaura lần đầu tiên được đặt tên bởi Peggy Vincent, Nathalie Bardet, Xabier Pereda Suberbiola, Baâdi Bouya, Mbarek Amaghzaz và Saïd Meslouh trong năm 2011 và loài điển hình là Zarafasaura Oceanis. Tên chi có nguồn gốc từ Zarafa (زرافة), trong tiếng Ả Rập nghĩa là "hươu cao cổ" (tên do người dân địa phương gọi để chỉ các plesiosaurs được tìm thấy trong các mỏ phosphat) và saurus, tếng Hy Lạp nghĩa là "thằn lằn". Tên loài được bắt nguồn từ Oceanis, tiếng Latin nghĩa là "con gái của biển".